# Jules Lefebvre
Jules Joseph Lefebvre (født 14. marts 1834 i Tournan-en-Brie, Seine-et-Marne, død 24. februar 1912 i Paris) var en fransk maler, mest kendt som figurmaler.
Lefebvre kom ind på kunsthøjskolen École nationale supérieure des Beaux-Arts i Paris 1852 og blev elev af Léon Cogniet. Ni år senere vandt han den prestigefyldte Prix de Rome. Fra 1855 til 1898 udstillede han 72 portrætter i Parisersalonen. I 1891 blev han medlem af Académie des Beaux-Arts.
Han var lærer ved Académie Julian i Paris, hvor han af de fleste af sine omkring 1.500 elever blev regnet som en sympatisk og klog lærer. Af hans elever kan nævnes William Hart, Georges Rochegrosse, Félix Vallotton, Childe Hassam, Edmund C. Tarbell, John Henry Twachtman, John Noble Barlow, Augustus Kenderdine, Irene E. Parmelee og Charles A. Platt.

## Væsentlige milesten
- 1853 Studerende ved École des Beaux-Arts
- 1859 Andenplads ved Prix de Rome
- 1861 Hans Priamos' død vandt Prix de Rome
- 1870 Professor ved Académie Julian
- 1870 Légion d'honneur-officer, fra 1898 kommandør
- 1891 Medlem af Académie des Beaux-Arts

## Værker
Mange af Lefebvres værker er figurmalerier af smukke kvinder. 

### Udvalgte værker
| - (1861) The Death of Priam (Priamos' død) (Prix de Rome) - (1861) Diva Vittoria Colonna - (1863) Boy Painting a Tragic Mask (Dreng som maler en tragediemaske) - (1864) Roman Charity (Romersk barmhjertighed) - (1865) Portrait d'Antonio, modèle italien (Antonio, italiensk model) - (1866) Cornelia, Mother of the Gracchi (Cornelia, mor til brødrene Gracchus) - (1868) Reclining Nude (Hvilende nøgenmode), Musée d'Orsay. - (1869) Le Reveil de Diane (Diana bliver vækket) - (1869) Portrait of Alexandre Dumas (Alexandre Dumas) - (1870) La Vérité (Sandheden) - Girl with a Mandolin (1870s) (Pige med Mandolin - (1870) Portrait du Prince Impérial (Kejserprinsen) - (1872) Pandora - (1872) La Cigale, National Gallery of Victoria) - (1874) Odalisque (Haremskvinde) - (1874) Slave Carrying Fruit (Slave som bærer frugt)(Ghent Museum) - (1874) Portrait of Eugene Louis Napoleon Bonaparte - (1875) Chloé (Chloe), Young and Jacksons Hotel Melbourne - (1876) Maria Magdalene i hulen - (1877) Pandora - (1878) Mignon Metropolitan Museum, New York. - (1878) Graziella, Metropolitan Museum, New York. - (1879) Diana - (1879) Diana overraskes (Museo Nacional de Bellas Artes, Buenos Aires) - (1880) Portræt af Julia Foster Ward - (1881) La Fiametta (1881) efter Boccaccio - (1882) Pandora (II) - (1882) Japonaise (japanerinde) - (1883) Psyche - (1884) The Feathered Fan (Fjerviften) - (1884) Portræt af Edna Barger. - (1890) Lady Godiva - (1890) Ophelia Ofelia - (1892) A Daughter of Eve (En evadatter) - (1896) Portrait of a Lady (II) - (1898) Amor beim Schärfen seiner Pfeile (Amor spidser sine pile) - (1901) Alexander Agassiz - (1901) Yvonne (tidligere i Musée du Luxembourg), portræt af Lefebvres datter | Udaterede værker - Clemence Isaure - La Fiancée (The Fiancée) - Woman with an Orange - Nymph with morning glory flowers - Fleurs des Champs (Flora) Oil. Private - L'amour Blesse (Love Hurts) - Mediterranean Beauty - Portrait of a Lady - Portrait of a Woman - Young Woman with Morning Glories in Her Hair |

- Jeune femme à la mandoline (Ung pige med mandolin) (1870'erne), olie på lærred. Privat samling.
- La Vérité (Sandheden) (1870), olie på lærred, Musée d'Orsay, Paris. Maleriet er samtidigt med Frédéric Bartholdis første nedskalerede model af Frihedsgudinden, liggende – og påklædt.
- La Cigale (1872), National Gallery of Victoria
- Pandora (II) (1872)
- Odalisque (1874), olie på lærred. Art Institute, Chicago, USA
- Chloé (1875). Olie på lærred. Privat samling.
- Maria Magdalene i hulen (1876). Privat samling
- Diana overraskes (1879), olie på lærred. Museo Nacional de Bellas Artes, Buenos Aires, Argentina.
- Portræt af Julia Foster Ward (1880), olie på lærred. Privat samling.
- Japonaise (Japanerinde) (1882), olie på lærred. Privat samling.
- Godiva (c.1890), olie på lærred. Musée de Picardie, Amiens, Frankrig.
- Ophelia (1890), olie på lærred. Privat samling.